# Idaea imbecilla
Idaea imbecilla är en fjärilsart som beskrevs av Inoue 1955. Idaea imbecilla ingår i släktet Idaea och familjen mätare. Inga underarter finns listade i Catalogue of Life.